# Теофіль Абега
Теофіль Абега (фр. Théophile Abega, нар. 9 липня 1954, Яунде — пом. 15 листопада 2012, Яунде) — камерунський футболіст, що грав на позиції півзахисника.
Найкращий африканський футболіст 1984 року, У складі національної збірної Камеруну — володар Кубка африканських націй.

## Клубна кар'єра
У дорослому футболі дебютував 1974 року виступами за команду клубу «Канон Яунде», який на той час був не лише лідером камерунського футболу, але однією з найсильніших команд континенту, і в якому Абеге провів десять сезонів.
Після тріумфу камерунців на Кубку африканських націй 1984 року лідером цієї збірної зацікавились в Європі і того ж року Абега приєднався до складу французької «Тулузи».
Після одного сезону, проведеного у Франції перебрався до Швейцарії, ставши гравцем клубу «Веве», кольори якого захищав до 1987 року, в якому через травму був змушений завершити ігрову кар'єру.

## Виступи за збірні
1976 року дебютував в офіційних матчах у складі національної збірної Камеруну.
У складі збірної був учасником чемпіонату світу 1982 року в Іспанії. За два роки був капітаном камерунської збірної на Кубку африканських націй 1984 року, де камерунці уперше стали континентальними чемпіонами, а Абега відзначився голом у фінальному матчі. Значною мірою завдяки грі, показаній на цьому турнірі, Абегу було визнано  найкращим африканським футболістом 1984 року. Згодом став віце-чемпіоном Африки на Кубку африканських націй 1986 року.
1984 року також захищав кольори олімпійської збірної Камеруну. У складі цієї команди провів 3 матчі в рамках футбольного турніру літніх Олімпійських ігор 1984.

## Подальше життя
Завершивши виступи на футбольному полі, пішов у політику. Був мером одного з арондісманів камерунської столиці Яунде.
Помер 15 листопада 2012 року на 59-му році життя у місті Яунде від зупинки серця.

## Титули і досягнення

### Командні
- Володар Кубка африканських націй: 1984
- Срібний призер Кубка африканських націй: 1986

### Особисті
- Африканський футболіст року: 1984